# Our Man in Havana
Brasil: Nosso homem em Havana / Portugal: O Nosso Agente em Havana (título original em inglês: Our Man in Havana) é um romance do escritor britânico Graham Greene publicado em 1958. Foi adaptado ao cinema no ano seguinte, com o mesmo título, dirigido por Carol Reed e protagonizado por Alec Guinness e Maureen O'Hara, entre outros.

## Enredo
O livro conta a história de Jim Wormold, um inglês que vive em Havana, trabalhando como vendedor de aspiradores de pó. Após ser abandonado pela esposa, que fugira com outro homem para Miami, ele encontra sérios problemas financeiros para criar a filha, uma bela jovem de dezessete anos, constantemente cortejada pelo capitão de polícia local, famoso pelas torturas que inflige aos rebeldes liderados por Fidel Castro.
Nessa conjuntura, Wormold é recrutado pelo serviço secreto britânico e, vendo aí uma fonte de renda capaz de solucionar seus problemas, passa a inventar situações e pessoas como desculpa para solicitar cada vez mais dinheiro ao governo britânico. Estranhamente, porém, as mentiras começam a se tornar realidade, e o que antes não passava de invenção começa a se concretizar.
Apesar do pano de fundo histórico da revolta que precede a Revolução Cubana, esta praticamente não é abordada, servindo apenas como contexto. A obra é, na verdade, uma sátira, envolvendo a dinâmica da espionagem e dos serviços secretos, temas frequentes nas obras de Greene.

## Principais personagens
- Jim Wormold — personagem principal, é pai de Milly. É um homem simples que vende aspiradores.
- Milly — Seu nome na verdade é Serafina, Milly é apenas o apelido. Jovem de dezessete anos, muito bela, cortejada por todos homens da cidade, especialmente pelo Capitão Segura, para horror de seu pai.
- Capitão Segura — Chefe de polícia temido por todos, famoso torturador.
- Beatrice — Secretária bilingüe, treinada em codificação e outras técnicas de espionagem. É enviada a Havana pelo Serviço Secreto Inglês para auxiliar a Jim Wormold.
- López — empregado de Jim Wormold. É incapaz de dizer o nome do chefe duas vezes da mesma forma. Ora diz "uolmód", "omol", etc.
- Hawthorne — Recrutador e chefe de Wormold no Serviço Secreto Inglês.
- Dr. Hasselbacher — Médico alemão residente de Havana há muitos anos. Amigo de longa data de Wormold, não é visto com bons olhos pelo Serviço Secreto Inglês.